# Difesa 4-3
La difesa 4-3 (meglio conosciuta semplicemente come 4-3) è una formazione difensiva del football americano nella quale vengono schierati quattro defensive lineman (due defensive tackle, due defensive end) tre linebacker (due esterni, gli outside linebacker, e uno centrale, il middle linebacker), due safety e due cornerback. È una delle formazioni difensive base più utilizzate.

## Caratteristiche
È un tipo di difesa molto duttile, sebbene venga adoperata principalmente contro giochi di corsa. Lo schieramento degli uomini di linea può essere variato: il più utilizzato prevede che i defensive tackle si posizionino di fronte alle offensive guard ed i defensive end all'esterno degli offensive tackle o, se presente, del tight end.
I linebacker normalmente effettuano la copertura sui lanci corti, tentando blitz (incursioni) attraverso la linea offensiva al fine di bloccare il gioco d'attacco sul nascere, ovvero placcando il quarterback avversario (eseguendo così un sack).

## Tipologie
Esistono tre tipologie di 4-3:
- Basic 4-3

Basic 4-3

- 4-3 over (i linebacker sono spostati verso il lato forte)
- 4-3 under (i linebacker sono spostati verso il lato debole)